# The Way of the Fist
Albums de Five Finger Death Punch
War Is the Answer
(2009)
Singles
1. The Bleeding
Sortie : 10 juillet 2007
2. Never Enough (apparaît sur la réédition de 2008)
Sortie : 15 juillet 2008
3. Stranger than Fiction (apparaît sur la réédition de 2008)
Sortie : 17 septembre 2008

The Way of the Fist est le premier album studio du groupe de heavy metal américain Five Finger Death Punch, sorti le 31 juillet 2007. L'album s'est vendu à 3 800 exemplaires au cours de sa première semaine de sortie. The Way of the Fist a fait ses débuts au Billboard 200 le 18 août 2007 au n ° 199 et a culminé au n ° 107. Il a été certifié Or pour avoir vendu plus de 500 000 exemplaires au 13 avril 2011. C'est la seule sortie du groupe avec le guitariste Darrell Roberts.

## Liste des pistes
| Édition standard | Édition standard      | Édition standard | Édition standard | Édition standard | Édition standard | Édition standard | Édition standard | Édition standard | Édition standard |
| No               | Titre                 | Durée            |                  |                  |                  |                  |                  |                  |                  |
| ---------------- | --------------------- | ---------------- | ---------------- | ---------------- | ---------------- | ---------------- | ---------------- | ---------------- | ---------------- |
| 1.               | Ashes                 | 3:44             |                  |                  |                  |                  |                  |                  |                  |
| 2.               | The Way of the Fist   | 3:58             |                  |                  |                  |                  |                  |                  |                  |
| 3.               | Salvation             | 3:20             |                  |                  |                  |                  |                  |                  |                  |
| 4.               | The Bleeding          | 4:28             |                  |                  |                  |                  |                  |                  |                  |
| 5.               | A Place to Die        | 3:40             |                  |                  |                  |                  |                  |                  |                  |
| 6.               | The Devil's Own       | 4:12             |                  |                  |                  |                  |                  |                  |                  |
| 7.               | White Knuckles        | 4:10             |                  |                  |                  |                  |                  |                  |                  |
| 8.               | Can't Heal You        | 3:03             |                  |                  |                  |                  |                  |                  |                  |
| 9.               | Death Before Dishonor | 3:54             |                  |                  |                  |                  |                  |                  |                  |
| 10.              | Meet the Monster      | 4:22             |                  |                  |                  |                  |                  |                  |                  |
| 38:58            |                       |                  |                  |                  |                  |                  |                  |                  |                  |

| Réédition de 2008 | Réédition de 2008       | Réédition de 2008 | Réédition de 2008 | Réédition de 2008 | Réédition de 2008 | Réédition de 2008 | Réédition de 2008 | Réédition de 2008 | Réédition de 2008 |
| No                | Titre                   | Durée             |                   |                   |                   |                   |                   |                   |                   |
| ----------------- | ----------------------- | ----------------- | ----------------- | ----------------- | ----------------- | ----------------- | ----------------- | ----------------- | ----------------- |
| 11.               | Never Enough            | 3:29              |                   |                   |                   |                   |                   |                   |                   |
| 12.               | Stranger than Fiction   | 3:20              |                   |                   |                   |                   |                   |                   |                   |
| 13.               | The Bleeding (acoustic) | 3:37              |                   |                   |                   |                   |                   |                   |                   |
| 49:26             |                         |                   |                   |                   |                   |                   |                   |                   |                   |

## Singles
Trois singles sont sortis de l'album, "The Bleeding", "Never Enough", et "Stranger than Fiction".
| 2007 | "The Bleeding"          | 9  |
| 2008 | "Never Enough"          | 9  |
| 2008 | "Stranger than Fiction" | 16 |

## Classements
| Classement (2007)         | Meilleure position |
| ------------------------- | ------------------ |
| Finnish Albums Chart      | 28                 |
| US Billboard 200          | 107                |
| US Billboard Heat Seekers | 1                  |

## Personnel
| Five Finger Death Punch - Ivan Moody – voix principale - Zoltan Bathory – guitares - Darrell Roberts – guitares - Matt Snell – basse, chœurs - Jeremy Spencer – batterie | Production - Zoltan Bathory et Jeremy Spencer – production - Logan Mader – mixage et mastering - Stevo "Shotgun" Bruno – ingénierie - Mike Sarkisyan – ingénierie - George Alayon – ingénierie - Sxv'Leithan Essex – artwork |